# Bessos
Bessus (Grieks Βῆσσος / Bessos) was satraap van de Perzische provincie Bactrië tijdens de regering van Darius III.
Bessus gold aanvankelijk als de rechterhand van Darius, maar na de slag bij Issus werd hij door de koning, die ernstige redenen had om hem van hoogverraad te verdenken, ontboden naar de residentiestad Babylon. Volgens Quintus Curtius (IV, 6, 1) bundelde Bessus daar alle mogelijke krachten om zijn verzet tegen de koning voort te zetten.
In de Slag bij Gaugamela voerde hij het bevel over de linkervleugel van het Perzische leger, en stond op die manier oog in oog met Alexander. Na de vernederende veldslag viel er van Darius III geen behoorlijke leiding meer te verwachten, en was zijn positie onhoudbaar geworden. De wereld waarin de Perzische rijksgroten eeuwenlang geleefd hadden, was in elkaar gestort. Daarop sloegen Bessus en enkele andere hoge officieren de handen ineen. Zij waren de enige prominente Perzen die de moed niet verloren, en ondernamen nog een ultieme poging om het Rijk te redden. Zij wilden de koning gevangennemen, met de bedoeling hem, naargelang de omstandigheden, te doden en zelf de macht te grijpen, ofwel hem uit te leveren aan Alexander. 
 Nadat Darius ook uit zijn laatste residentiestad Ecbatana was gevlucht, waar hij zich na de slag bij Gaugamela had teruggetrokken, wisten de samenzweerders de ongelukkige koning gevangen te nemen, met de hulp van de Bactrische troepen waarover zij het bevel voerden. Maar toen Alexander hen in 330 v.Chr. dicht op de hielen zat, wilden zij de koning dwingen samen met hen te paard weg te vluchten. Mentaal geheel ontredderd weigerde Darius echter het paard te bestijgen, en in de ruzie die daarop volgde werd hij door Bessus en zijn aanhangers vermoord. Hierop vluchtten de samenzweerders het Bactrische binnenland in.
Bessos die zijn koning vermoord had, probeerde hem onder de naam Artaxerxes V op te volgen, op grond van een of andere vage verwantschap met de Achaemeniden, en wat hij op gang bracht leek eerder op een volkse guerrillaoorlog tegen Alexander. Na drie jaar moest Bessus zich gewonnen geven en leverden zijn eigen medestanders hem, moegestreden, uit aan Alexander, in ruil voor vrede. Alexander, die respect had opgevat voor Darius, liet de koningsmoordenaar door een Perzische rechtbank ter dood veroordelen wegens hoogverraad. Bessus werd naakt gegeseld en, in Perzische traditie, de oren en neus afgesneden en daarna terechtgesteld. Hij werd tussen twee omgebogen palmbomen, langzaam uiteengetrokken.